# Deportivo Alavés Gloriosas
Deportivo Alavés Gloriosas ist der Name der Frauenfußballabteilung von Deportivo Alavés. Die Sektion wurde im Jahr 2017 gegründet.

## Geschichte
Die Ursprünge der Frauenfußballabteilung von Deportivo Alavés gehen auf das Jahr 2010 zurück, als der Klub ein Abkommen mit dem Fußballverein Club de Fútbol San Ignacio schloss, wonach unter anderem die gemeinschaftlich betriebenen Frauenmannschaften fortan unter dem Namen Fundación Alavés-San Ignacio spielten. Im Jahr 2013 endete die Zusammenarbeit und der Klub betrieb mehrere Jahre lang keinen Frauenfußball.
Die Ursprünge der aktuellen Sektion gehen auf den Frauenfußballklub CD Gasteizko Neskak zurück. Die erste Mannschaft des Vereins aus Vitoria-Gasteiz schaffte in der Saison 2015/16 den Aufstieg in die zweite Spielklasse und konnte die Kategorie in der folgenden Spielzeit durch einen achten Platz in der Gruppe II halten. 
Im Sommer 2017 übernahm schließlich Deportivo Alavés die Frauenmannschaften von CD Gasteizko Neskak, die fortan unter dem Namen Deportivo Alavés Gloriosas spielten. Ab 2019 kam es zu einer Umstrukturierung und Reduktion der zweiten Spielklasse für Frauen in Spanien die fortan aus zwei Gruppen (Nord und Süd) mit jeweils 16 Mannschaften bestand. Alavés Gloriosas hatte die Vorsaison in der Gruppe II auf dem zweiten Platz beendet und konnte sich so für den neu geschaffenen Wettbewerb qualifizieren. Der bislang größte Erfolg glückte der ersten Mannschaft schließlich in der Spielzeit 2020/21 als das Team die Gruppe Nord, nach einem spannenden Duell bis zum letzten Spieltag gegen CA Osasuna, gewinnen konnte und somit zur Saison 2021/22 erstmals in der Geschichte des Klubs in die Primera División aufsteigen konnte. Hier konnte Alavés zunächst mit einem elften Platz die Kategorie halten, doch 2022/23 beendete man die Meisterschaft nur auf dem 16. und letzten Platz und stieg somit in die Primera Federación ab.